# Collegio di Pontefract, Castleford and Knottingley
Pontefract, Castleford and Knottingley è un collegio elettorale inglese della Camera dei comuni del Parlamento del Regno Unito, situato nel West Yorkshire, nella regione dello Yorkshire e Humber. Elegge un membro del Parlamento con il sistema maggioritario a turno unico. Rappresentante del collegio dal 2024 è Yvette Cooper del Partito Laburista; Cooper è l'attuale Segretario dell'interno del governo Starmer.

## Estensione
Il collegio comprende i seguenti ward della Città di Wakefield: Airedale and Ferry Fryston, Altofts and Whitwood, Castleford Central and Glasshoughton, Knottingley, Pontefract North e Pontefract South.

## Membri del Parlamento
| Elezione | Elezione | Deputato      | Partito   |
| -------- | -------- | ------------- | --------- |
|          | 2024     | Yvette Cooper | Laburista |

## Risultati elettorali

### Elezioni negli anni 2020
| Partito                    | Partito                                      | Candidato                  | Risultati 4 luglio 2024 | Risultati 4 luglio 2024 |
| Partito                    | Partito                                      | Candidato                  | Voti                    | %                       |
| -------------------------- | -------------------------------------------- | -------------------------- | ----------------------- | ----------------------- |
|                            | Laburista                                    | Yvette Cooper              | 17 089                  | 47,53                   |
|                            | Reform UK                                    | John Thomas                | 10 459                  | 29,09                   |
|                            | Conservatore                                 | Laura Weldon               | 5 406                   | 15,03                   |
|                            | Verdi                                        | Olli Watkins               | 1 651                   | 4,59                    |
|                            | Lib Dem                                      | Jamie Needle               | 1 213                   | 3,37                    |
|                            | Social Democratico                           | Trevor Lake                | 139                     | 0,39                    |
|                            |                                              |                            |                         |                         |
| Iscritti                   | Iscritti                                     | Iscritti                   | 74 618                  | 100,00                  |
| ↳ Votanti (% su iscritti)  | ↳ Votanti (% su iscritti)                    | ↳ Votanti (% su iscritti)  | 35 957                  | 48,19                   |
| ↳ Astenuti (% su iscritti) | ↳ Astenuti (% su iscritti)                   | ↳ Astenuti (% su iscritti) | 38 661                  | 51,81                   |
|                            |                                              |                            |                         |                         |
|                            | Esito: collegio a Laburista (nuovo collegio) |                            |                         |                         |